# Campeonato Paranaense de Futebol de 1983
O Campeonato Paranaense de 1983 foi a 69.ª edição do campeonato estadual do Paraná, contou novamente com a participação de doze agremiações, teve a volta do clube curitibano Esporte Clube Pinheiros (Paraná), o campeonato teve o Clube Atlético Paranaense conquistando o bicampeonato, o vice ficou com o arquirrival Coritiba Foot Ball Club, o artilheiro foi Amarildo, pela primeira do clube toledano, Toledo Futebol Clube, com 13 gols marcados, o Operário Ferroviário Esporte Clube foi relegado.
A média de público deste campeonato ficou em 3.555 pagantes.

## Participantes
| Equipe                             | Cidade       | Região                            | No ano anterior                                                       | Estádio                             | Capacidade | Títulos             | Participações |
| ---------------------------------- | ------------ | --------------------------------- | --------------------------------------------------------------------- | ----------------------------------- | ---------- | ------------------- | ------------- |
| Coritiba Foot Ball Club            | Curitiba     | Região Metropolitana de Curitiba  | Décimo Lugar                                                          | Estádio Major Antônio Couto Pereira | 38.000     | 27 (último em 1979) | 60            |
| Clube Atlético Paranaense          | Curitiba     | Região Metropolitana de Curitiba  | Campeão                                                               | Estádio Joaquim Américo             | --         | 12 (último em 1982) | 50            |
| Londrina Esporte Clube             | Londrina     | Microrregião de Londrina          | Terceiro Lugar                                                        | Estádio do Café                     | 36.000     | 2 (1962,1981 )      | 13            |
| União Bandeirante Futebol Clube    | Bandeirantes | Microrregião de Cornélio Procópio | Oitavo Lugar                                                          | Estádio Comendador Luís Meneghel    | 10.000     | 0 (não possui)      | 18            |
| Colorado Esporte Clube             | Curitiba     | Região Metropolitana de Curitiba  | Vice Campeão                                                          | Estádio Durival Britto e Silva      | 17.000     | 1 (1980)            | 12            |
| Grêmio de Esportes Maringá         | Maringá      | Microrregião de Maringá           | Quarto Lugar                                                          | Estádio Willie Davids               | 21.600     | 3 (1963,1964,1977)  | 21            |
| Sociedade Esportiva Matsubara      | Cambará      | Microrregião de Jacarezinho       | Sexto Lugar                                                           | Estádio Gustavo Nunes Diniz         | --         | 0 (não possui)      | 7             |
| Operário Ferroviário Esporte Clube | Ponta Grossa | Microrregião de Ponta Grossa      | Quinto Lugar                                                          | Estádio Germano Krüger              | 8.620      | 0 (não possui)      | 34            |
| Toledo Futebol Clube               | Toledo       | Microrregião de Toledo            | Nono Lugar                                                            | Estádio 14 de Dezembro              | 15.280     | 0 (não possui)      | 5             |
| Cascavel Esporte Clube             | Cascavel     | Microrregião de Cascavel          | Sétimo Lugar                                                          | Ninho da Cobra                      | --         | 1 (1980)            | 4             |
| Pato Branco Esporte Clube          | Pato Branco  | Microrregião de Pato Branco       | Décimo Primeiro Lugar                                                 | Estádio Os Pioneiros                | 1.500      | 0 (não possui)      | 3             |
| Pinheiros                          | Curitiba     | Região Metropolitana de Curitiba  | Campeão do Campeonato Paranaense de Futebol de 1982 - Segunda Divisão | Estádio Érton Coelho de Queiroz     | 10.000     | 0 (não possui)      | 10            |

## Classificação
- 1º Clube Atlético Paranaense
- 2º Coritiba Foot Ball Club
- 3º Londrina Esporte Clube
- 4º União Bandeirante Futebol Clube
- 5º Colorado Esporte Clube
- 6º Esporte Clube Pinheiros (Paraná)
- 7º Grêmio Maringá
- 8º Toledo Futebol Clube
- 9º Pato Branco Esporte Clube
- 10º Cascavel Esporte Clube
- 11º Sociedade Esportiva Matsubara
- 12º Operário Ferroviário Esporte Clube

## Regulamento
O Campeonato de 1983, teve uma formula complicada de disputada, os doze clubes há principio se enfrentaram em turno e returno, mas a diferença era que em cada fim de Turno haveria três quadrangulares:
- um entre os quatro melhores colocados, onde o melhor (campeão de turno) sairia para o Quadrangular Final (a Fase Final); e
- entre o grupo da repescagem com os outros oito (5° a 12°), formado por dois grupos compostos por quatro equipes, e os vencedores fariam uma partida decisiva para classificar o vencedor da repescagem do respectivo turno, sendo que os vencedores das repescagens disputariam em jogo único, a 3a vaga na Fase Final (Quadrangular Final).
- o Quadrangular Final era formado, portanto:
  - Campeão do 1° Turno; (Coritiba)
  - Campeão do 2° Turno; (Londrina)
  - Campeão da repescagem (vencedor do jogo entre o campeão das repescagens do 1° e 2° Turno); (União Bandeirantes)
- melhor índice técnico (maior soma de pontos), entre os demais desclassificados; (Atlético Paranaense)

O Campeão de cada turno, começaram com 1 ponto extra.
Para a fase final, a fórmula de disputa gerou um fato inusitado: a de perder para ser campeão. O Colorado, para classificar-se pelo melhor índice técnico, precisava perder o clássico, realizado com o Atlético paranaense. Isso gerou um entrave com a Caixa Econômica Federal (administradora da Loteria Esportiva), quando a mesmo soube da situação, através da mídia esportiva, alegando manipulação de resultados esportivos. Porém, o clássico terminou empatado (1 a 1) e o Colorado, eliminado". 

## Campeão
| Campeão Paranaense de 1983           |
| ------------------------------------ |
| Clube Atlético Paranaense 13° Título |